# Wielistowo
Wielistowo (kaszb. Wiélëstowò) – osada kaszubska w Polsce położona w województwie pomorskim, w powiecie wejherowskim, w gminie Łęczyce.
Według danych na dzień 31 grudnia 2011 roku wieś zamieszkuje 156 mieszkańców.

## Położenie
Miejscowość leży przy drodze krajowej nr  w pobliżu linii kolejowej Gdańsk - Słupsk. Najbliżej położonym miastem jest Lębork, wieś znajduje się na wschód od tego miasta.

## Historia
Pomiędzy 1945-1954 miejscowość administracyjnie należała do województwa gdańskiego, powiatu lęborskiego, gminy Rozłazino.

Po zniesieniu gmin i pozostawieniu w ich miejscu gromad, w latach 1957-1975 miejscowość administracyjnie należała do województwa gdańskiego, powiatu lęborskiego.

W latach 1975–1998 miejscowość administracyjnie należała do województwa gdańskiego.

Obecnie miejscowość zaliczana jest do ziemi lęborskiej włączonej w skład powiatu wejherowskiego.